# رابرت مایکل وایت
روبرت مایکل ویت (به انگلیسی: Robert Michael White) فضانورد اهل کشور ایالات متحده آمریکا است که در ۶ ژوئیهٔ ۱۹۲۴ میلادی در نیویورک زاده شد. وی در مأموریت نورث امریکن ایکس-۱۵ حضور داشته است.